# Várady Tibor
Várady Tibor (Nagybecskerek, 1939. május 25. –) vajdasági magyar származású jogtudós, jogász és író. Az újvidéki Új Symposion avant-garde folyóirat egyik alapító tagja és szerkesztője. 1992 júliusától 1992 decemberéig Jugoszlávia igazságügyi minisztere Milan Panić kormányában. A Harvard Egyetem vendégelőadója, a Közép-európai Egyetem professor emeritusa.

## Tudományos tevékenység
A nagybecskereki gimnázium befejezése után a Belgrádi Egyetem Jogi Karán tanult és szerzett magiszteri fokozatot. 1963 és 1992 között az Újvidéki Egyetem Jogi Karán tanársegéd, docens, majd egyetemi tanár. A Harvard Egyetemen 1970-ben érdemelte ki a jogtudományok doktora címet. 1993-tól a budapesti Közép-európai Egyetem professzora, a Nemzetközi Gazdasági Jogi Program vezetője. Húsz éven keresztül különböző amerikai egyetemeken vendégtanárként ad elő, többek közt a Floridai Egyetemen, a Berkeley, Cornell és az Emory Egyetemen. Mind az Emory, mind pedig a Közép-európai Egyetem professor emeritusa.

## Szakmai tevékenység
Várady Tibor fő kutatásai területei a nemzetközi jog, a nemzetközi magánjog, a nemzetközi kereskedelmi jog és a kisebbségi jog. Ezekben a témákban több mint kétszáz előadást tartott különböző országokban.
Várady több nemzetközi jogi és tudományos társaságnak és szövetségnek a tagja. Többek közt a Jugoszláv Kereskedelmi Kamara Választott Bíróságának, a Société de la législation comparée-nek, a Hágai Állandó Választottbíróságnak és Nemzetközi Jogi Egyesületnek. Emellett tagja a Szerbiai Tudományos és Művészeti Akadémiának, valamint állandó tanácskozási joggal rendelkező tagja a Magyar Tudományos Akadémiának. A Magyar Nemzeti Tanács tagja, a Nyelvhasználati Bizottság elnöke (2002-2003 közt), Szerbia és Montenegró Külügyminisztériumának fő-jogtanácsosa (2001-ben).
1969 és 1971 közt az Új Symposion felelős szerkesztője volt, 1990 és 1997 közt pedig az újvidéki Létünk című társadalomtudományi folyóiratot szerkesztette.

## Művei
Várady Tibor több mint harminc könyv szerzője és társszerzője. Tudományos publikációi közül 75 jelent meg angol, francia és német nyelven (fordításban pedig románul, spanyolul és kínaiul), szerb és szerbhorvát nyelven 100 írása olvasható, magyarul pedig harminc. Néhány szépirodalmi alkotása Mitró Zoltán álnév alatt jelent meg.
Művei közül csak a legfontosabbakat említjük.

### Tudományos művek
- Arbitražno rešavanje sporova (társszerző, 1973)
- Međunarodni i unutrašnji sukob zakona (1975)
- Zaključivanje ugovora sa stranim partnerima (I-II., szerk. és társszerző, 1979)
- Osnovi međunarodnog privatnog prava (1977)
- Međunarodno privatno pravo (1983) A könyv 14 kiadást élt meg. A volt Jugoszláviában a legjelentősebb értekezések közt tartották számon.[forrás?]
- International Commercial Arbitration – A Transnational Perspektive (Társszerzők: Arthur von Mehren és John Barcelo) A könyvek hat kiadása jelent meg 1999 és 2015 között.
- Međunarodno privatno pravo (társszerző, 2001, újabb kiadás 2003)
- Language and Translation in International Commercial Arbitration, T.M.C. Asser Press, 2006
- The Elusive Pro-Arbitration Priority in Contemporary Court Scrutiny of Arbitral Awards – monograph, in Collected Courses of the Xiamen Academy of International Law, Vol. 2, M. Nijhoff Publishers, 2009, 341-474.

### Szépirodalmi művek
- Vagy nem maga az élet a legjobb időtöltés?. Úti esszék; Forum, Újvidék, 1971 (Symposion könyvek)
- Az egérszürke szoba titka (Forum Könyvkiadó, 1976, Újvidék); angolul: The Secret of the Mouse-Grey Room (1981)
- Mit i moda (Az 1978-ban született alkotás elnyerte a rangos Stražilovo Irodalmi Díjat)
- Történelemközelben (esszék) Forum Könyvkiadó, 1995
- Zoknik a csilláron, életek hajszálon. Történetek az irattárból; Forum, Újvidék, 2013[4]
- Spisi i ljudi – Priče iz advokatske arhive, Akademska knjiga, Novi Sad, 2015
- Weltgeschichte und Alltag im Banat, Böhlau Verlag Wien, 2016
- Libatoll és történelem. Történetek az irattárból II.; Forum, Újvidék, 2017
- ITT; in: Ki vagy te, vajdasági magyar? Írások az identitásról és annak hiányáról; szerk. Losoncz Márk; Forum, Újvidék, 2017 (esszék)
- Mi történt Écskán? Dokumentumregény; Forum, Újvidék, 2019
- Népellenes mosoly. További történetek az irattárból; Forum, Újvidék, 2021
- Várady Tibor–Németh Ferenc: Országok változnak, kultúrák maradnak; Forum, Újvidék, 2022

## Családi háttér
Várady Tibor jogász családban nevelkedett. Édesapja Várady József ügyvéd, nagyapja Várady Imre jogász, országgyűlési képviselő, a Függetlenségi Párt tagja, lapszerkesztő, majd 1927-től a Magyar Párt országos elnöke, aki 1939-ben mint egyetlen magyar szenátor képviselte a vajdasági magyar kisebbséget a belgrádi országgyűlésben.
Várady Tibor nős, felesége Várady Vera pszichiáter. Két gyermekük Zoltán és Tibor.